# 核によるテロリズムの行為の防止に関する国際条約
核によるテロリズムの行為の防止に関する国際条約（かくによるテロリズムのこういのぼうしにかんするこくさいじょうやく　核テロリズム防止条約とも、International Convention for the Suppression of Acts of Nuclear Terrorism）とは、放射性物質を用いた殺傷行為等を犯罪とし、それらを行った者の処罰・引渡しの協力を定める条約。

## 概要
1997年より検討されていたテロ対策の国際条約である。放射性物質を用いた殺傷行為、器物損壊行為、環境破壊行為及び脅迫行為を犯罪として取り締まりの対象とし（第2条）、国内法の整備等により、それらの行為を処罰することを求めている（第7条）。別途、国際法の対象となる武力紛争下の軍の行動については、この条約の対象とならい（第4条）。また、自国領域内の犯罪行為のみならず、自国民や自国関連施設等が犯罪対象となった場合も国内法規の対象となりえ（第9条）、犯人の引き渡しを求めることができるとされる（第10条から第17条）。この犯罪人は、政治犯としてあつかってはいけないことが定められている（第15条及び第16条）。
日本では、対応する国内法規として放射線を発散させて人の生命等に危険を生じさせる行為等の処罰に関する法律が2007年に成立している。

## 第2条に定義されている犯罪行為
- 殺傷行為、器物損壊、環境破壊行為を目的に放射性物質を所持、または核爆発装置や放射線発散装置を製造又は所持すること。未遂も含む。
- 殺傷行為、器物損壊、環境破壊行為及び脅迫行為を目的に放射性物質、核爆発装置や放射線発散装置を使用、又は放射線を発散させるため原子力施設を破壊すること。未遂も含む。
- 説得力がある中で、上記行為を行うとの脅迫を行うこと。
- 脅迫や暴行等を用いて、放射性物質、核爆発装置や放射線発散装置を要求すること。
- 上記の犯罪に加担する行為や、上記犯罪のために組織をつくることや指示を行う行為。

## 条文
- 前文
- 1条 - 定義
- 2条 - 犯罪
- 3～4条 - 条約の適用・適用除外
- 5～6条 - 刑罰
- 7条 - 犯罪防止協力
- 8条 - 放射性物質防護確保措置
- 9条 - 裁判権
- 10～17条 - 犯人等の所在確保・引渡し・捜査援助
- 18条 - 押収された放射性物質の取扱い
- 19条 - 訴訟手続きの結果の通報
- 20～23条 - 条約の実施確保・義務履行
- 24～28条 - 署名等その他
- 末文

## 成立過程
- 1994年 - 国連総会が「国際テロリズム廃絶措置宣言（Declaration on Measures to Eliminate International Terrorism）」を採択
- 1996年 - 国連総会が「1994年宣言補足宣言（Declaration to supplement the 1994 Declaration）」を採択
- 2005年 - 4月に国連総会が採択、9月に115か国が署名[4]